# Tercero izquierda
Tercero izquierda fue una serie de televisión, emitida por TVE la noche de los sábados en la temporada 1962-1963, con guiones de Noel Clarasó y realización de Fernando García de la Vega. 

## Argumento
La serie se centra en la cotidianeidad de un matrimonio de clase media alta, formado por el abogado Juan y su esposa Catalina, ama de casa. No afrontan grandes conflictos en su vida; tan solo las rencillas propias de la convivencia y la intrusión de la inaguantable vecina Anita.

## Reparto
- José Luis López Vázquez (Juan).
- Elvira Quintillá (Catalina)
- Mari Carmen Prendes (Anita)
- Laly Soldevila (Sirvienta).